# Younger Now
《Younger Now》는 미국의 싱어송라이터 마일리 사이러스의 여섯 번째 정규 앨범으로, 2017년 9월 29일 RCA 레코드를 통해 발매되었다. 사이러스는 네 번째 정규 앨범 《Bangerz》(2013)의 상업적 후속작을 구상하는 동시에 실험적인 다섯 번째 정규 앨범 《Miley Cyrus & Her Dead Petz》(2015)를 작업했으며, 이후 2016년 약혼자 리암 헴스워스와의 재결합에서 영향을 받았다. 《Younger Now》는 사이러스와 그가 이전 두 개의 정규 앨범에서 함께 작업했던 오렌 요엘이 작사, 작곡 및 프로듀싱을 맡았다. 라디오 에어플레이를 의식하지 않은 채 작업한 결과, 사이러스가 "자신의 뿌리로 돌아간" "솔직한" 작품이 완성되었다. 이 음반에는 사이러스의 대모인 돌리 파튼이 피처링으로 참여했으며, 음악적으로는 컨트리 팝과 팝 록 장르를 기반으로 하고 있다.
《Younger Now》는 비평가들로부터 엇갈린 평가를 받았으며, 이들은 음반의 작곡과 프로덕션이 깊이가 부족하다고 지적했다. 음반은 《빌보드》 200 차트에서 5위로 데뷔했다. 싱글로는 〈Malibu〉와 〈Younger Now〉가 발매되었으며, 이 중 〈Malibu〉는 미국 음반 산업 협회(RIAA)로부터 더블 플래티넘 인증을 받았고, 《빌보드》 핫 100에서 10위까지 올랐다.
《Bangerz》 및 《Miley Cyrus & Her Dead Petz》 활동을 통해 형성된 도발적인 이미지를 벗어나고자 했던 사이러스는 《Younger Now》의 홍보 과정에서 점점 더 보수적인 이미지로 전환했다. 그녀는 《빌보드》 뮤직 어워드, MTV 비디오 뮤직 어워드 등 여러 TV 프로그램에서 공연을 펼쳤으나, 음반 발매 후 한 달이 지나지 않아 추가 싱글을 발매하지 않을 것이며, 음반 투어 역시 진행하지 않을 것이라고 밝혔다. 대신 그녀는 《더 보이스》 활동에 집중하겠다고 전했다.

## 곡 목록
| #             | 제목                           | 재생 시간 |
| ------------- | ------------------------------ | --------- |
| 1.            | Younger Now                    | 4:08      |
| 2.            | Malibu                         | 3:51      |
| 3.            | Rainbowland (피처링 돌리 파튼) | 4:25      |
| 4.            | Week Without You               | 3:44      |
| 5.            | Miss You So Much               | 4:53      |
| 6.            | I Would Die for You            | 2:53      |
| 7.            | Thinkin'                       | 4:05      |
| 8.            | Bad Mood                       | 2:59      |
| 9.            | Love Someone                   | 3:19      |
| 10.           | She's Not Him                  | 3:33      |
| 11.           | Inspired                       | 3:21      |
| 총 재생 시간: | 총 재생 시간:                  | 41:11     |

| #             | 제목                  | 재생 시간 |
| ------------- | --------------------- | --------- |
| 12.           | Malibu (Tiësto Remix) | 3:19      |
| 총 재생 시간: | 총 재생 시간:         | 44:30     |

## 인증
| 국가                                                            | 인증 | 판매량/출하량 |
| --------------------------------------------------------------- | ---- | ------------- |
| 브라질 (Pro-Música Brasil)                                      | 골드 | 20,000        |
| 캐나다 (뮤직 캐나다)                                            | 골드 | 40,000        |
| 노르웨이 (IFPI 노르웨이)                                        | 골드 | 10,000*       |
| *판매량을 기반으로 한 인증 · 판매량+스트리밍을 기반으로 한 인증 |      |               |

## 평가
| 전문가 평가          | 전문가 평가 |
| 총 점수              | 총 점수     |
| 출처                 | 점수        |
| -------------------- | ----------- |
| 메타크리틱           | 58/100      |
| 평가 점수            |             |
| 출처                 | 점수        |
| AllMusic             | [ 11 ]      |
| Consequence of Sound | C-          |
| Entertainment Weekly | B           |
| The Guardian         | [ 1 ]       |
| Idolator             | [ 14 ]      |
| The Independent      | [ 15 ]      |
| NME                  | [ 16 ]      |
| Pitchfork            | 4.7/10      |
| Slant Magazine       | [ 17 ]      |